# Mehran University of Engineering and Technology
Mehran University of Engineering and Technology (Sindhi مھراڻ يونيورسٽي آف انجنيئرنگ اينڊ ٽيڪنالاجي) – pakistański uniwersytet w Jamshoro

## Historia
W 1963 roku został założony Sindh University Engineering College, będący częścią University of Sindh. W 1972 roku zmieniono jego nazwę na University of Engineering and Technology. 

## Wydziały
W ramach uniwersytetu działa siedemnaście wydziałów w zakresie nauk inżynieryjnych.

## Publikacje
Uniwersytet wydaje kwartalnik Aims and Scope (ISSN 0254-7821).